# Момпремьер, Беатрис
Беатрис Момпремьер (англ. Beatrice Mompremier; родилась 8 августа 1996 года в Майами, штат Флорида, США) — американская профессиональная баскетболистка, выступавшая в женской национальной баскетбольной ассоциации за клуб «Атланта Дрим». Была выбрана на драфте ВНБА 2020 года во втором раунде под двадцатым номером клубом «Лос-Анджелес Спаркс». Играет на позиции тяжёлого форварда. В настоящее время она защищает цвета венгерской команды «Уника Шопрон».

## Ранние годы
Беатрис родилась 8 августа 1996 года в городе Майами (Флорида) в семье Мэдлин Момпремьер и Мэри Клод Эдуард, у неё есть четыре брата, Клиффорд, Уодли, Клоди и Родни, а училась она там же в средней школе Синьор, в которой выступала за местную баскетбольную команду.